# Kiril Akalski
Kiril Naydenov Akalski (in bulgaro Кирил Найденов Акалски?; Plovdiv, 17 ottobre 1985) è un ex calciatore bulgaro, di ruolo portiere.

## Carriera
Cresciuto nelle giovanili del Marica Plovdiv, nel 2005 viene aggregato alla prima squadra, con la quale rimane fino al 2007 senza mai scendere in campo. Nel 2008 passa al Lokomotiv Plovdiv, giocando 32 partite fino al 2010, anno in cui si trasferisce al Levski Sofia. A febbraio 2012, dopo sole 3 partite con la squadra, passa al Beroe, con il quale disputa 18 partite. Nel luglio del 2013 ritorna al Lokomotiv Plovdiv. Questa volta con il club scende in campo 5 volte.
Il 15 settembre 2014 diventa un nuovo giocatore dell'attuale Rakovski 2018, con il quale disputa 10 partite su 15. Il 1º febbraio 2015 passa all'Haskovo, giocando 2 match.
La stagione successiva è per lui l'unica passata all'estero: è un nuovo portiere dell'Unterföhring, squadra tedesca. L'anno dopo fa ritorno in Bulgaria, precisamente a Veliko Tărnovo, nella squadra dell'Etăr 1924, con la quale disputa 26 partite. Nel 2018, nella sessione di calciomercato invernale, torna al Marica Plovdiv. Con il club gioca 8 incontri di campionato.
Il 10 luglio diventa il nuovo portiere titolare dell'Oborishte. Dopo una stagione e mezzo con i Voivodi, il 27 dicembre 2019 passa all'Atletik Kuklen. Il 19 gennaio 2022 ritorna per la seconda volta al Lokomotiv Plovdiv, venendo però aggregato alla squadra riserve. In estate torna all'Atletik Kuklen. Dopo metà stagione va al Levski Karlovo, con cui conclude la sua carriera.